# Anton Grasser
Anton Grasser (3 de noviembre de 1891 - 3 de noviembre de 1976) fue un general alemán durante la II Guerra Mundial que comandó varios cuerpos. Fue condecorado con la Cruz de Caballero de la Cruz de Hierro con Hojas de Roble. Grasser se incorporó al Bundesgrenzschutz (Guardias Federales de Frontera) en 1951, retirándose en 1953.
En la década de 1950, Grasser estuvo involucrado en la organización de un ejército subterráneo ilegal constituido por veteranos de la Wehrmacht y de las Waffen-SS para el caso de una invasión soviética de Alemania Occidental. El papel de Grasser, como inspector general de la policía y de la policía fronteriza, era proporcionar a este ejército secreto con armas de la fuerza de policía en caso de guerra. Grasser estaba conectado con este a través de Albert Schnez, su líder, que había sido empleador de Grasser en los primeros años de postguerra.

## Condcoraciones
- Cruz de Hierro (1914) 2ª Clase (18 de junio de 1915) & 1ª Clase (6 de junio de 1916)[3]
- Broche de la Cruz de Hierro (1939) 2ª Clase (21 de mayo de 1940) & 1ª Clase (8 de junio de 1940)[3]
- Cruz Alemana en Oro el 11 de marzo de 1943 como Generalleutnant y comandante de la 25. Infanterie-Division[4]
- Cruz de Caballero de la Cruz de Hierro con Hojas de Roble
  - Cruz de Caballero el 16 de junio de 1940 como Oberstleutnant y comandante del Infanterie-Regiment 119[5]
  - Hojas de Roble el 5 de diciembre de 1943 como Generalleutnant y comandante de la 25. Panzergrenadier-Division[6]
- Orden del Mérito de la República Federal de Alemania (1953)